# 4e division de fusiliers motorisés de la Garde
Pour les articles homonymes, voir 4e division.
La 4e division de fusiliers motorisés de la Garde ( russe : 4-я гвардейская мотострелковая дивизия) est une division d'infanterie mécanisée de l'armée soviétique pendant la Guerre froide.
La division est créée pendant la Seconde Guerre mondiale sous le nom de 13e corps de chars de l'Armée rouge. Formé en avril 1942, le corps combat lors de la contre-attaque soviétique contre l'opération Fall Blau, la bataille de Voronej et la bataille de Stalingrad. Le corps subit de telles pertes en chars qu'il est réorganisé en novembre avec une structure de corps mécanisé. Pour ses actions, le corps devient le 4e corps mécanisé de la Garde au début de 1943 et reçoit le titre honorifique de Stalingrad. Le corps est décoré de l'ordre du Drapeau rouge pour son rôle dans l'offensive de Nikopol-Krivoï Rog (en) début de 1944, l'ordre de Souvorov pour ses actions dans l'offensive d'Odessa (en), et l'ordre de Koutouzov pour ses actions lors de la deuxième offensive Jassy-Kichinev. Au cours des derniers mois de la guerre, le corps avance en Bulgarie, en Serbie, en Hongrie puis dans le sud de la Tchécoslovaquie avant d'être placé dans la réserve.
Plusieurs semaines après la fin de la guerre, le corps est converti en 4e division mécanisée de la Garde, basée à Sofia. À la fin des années 1940, elle est retirée en Ukraine et est basée à Lougansk lorsqu'elle devient la 63e division de fusiliers motorisés de la Garde en 1957. Pour préserver ses traditions, elle est renumérotée 4e division de fusiliers motorisés de la Garde en 1964. Elle est envoyée à Termez pendant la guerre soviéto-afghane pour remplacer une division déployée en Afghanistan. À son retour à Lougansk en 1989, la division est réduite à une base de stockage, dissoute en 1991.

## Historique

### Seconde Guerre mondiale
Le corps a été formé en avril et mai 1942 dans la région de Stalingrad sous le nom de 13e corps de chars, commandé par le major-général Piotr Chourov. Le corps comprend les 65e, 85e et 88e brigades de chars ainsi que la 20e brigade de fusiliers motorisés et des unités de soutien. Le corps, rattaché au front du Sud-Ouest connait son premier combat le 10 juin dans la région de Prikolotnoïé au sud-ouest de Koupiansk. En juin et juillet, le corps fait partie de la 28e armée, puis transféré à la 21e armée pour participer à la bataille de Voronej (l'opération Voronej-Vorochilovgrad ). Chourov est mortellement blessé en juillet et remplacé par le colonel Trofim Tanastchichine (en) (promu major général le 7 décembre 1942 et lieutenant général le 30 août 1943). Le 23 juillet 1942, le corps est transféré au front de Stalingrad, avec lequel il combat lors de la bataille de Stalingrad. En raison de lourdes pertes de chars, en novembre, le corps est réorganisé en corps mécanisé, avec les 1re, 17e et 62e brigades mécanisées, bien qu'il conserve la désignation de 13e corps de chars .

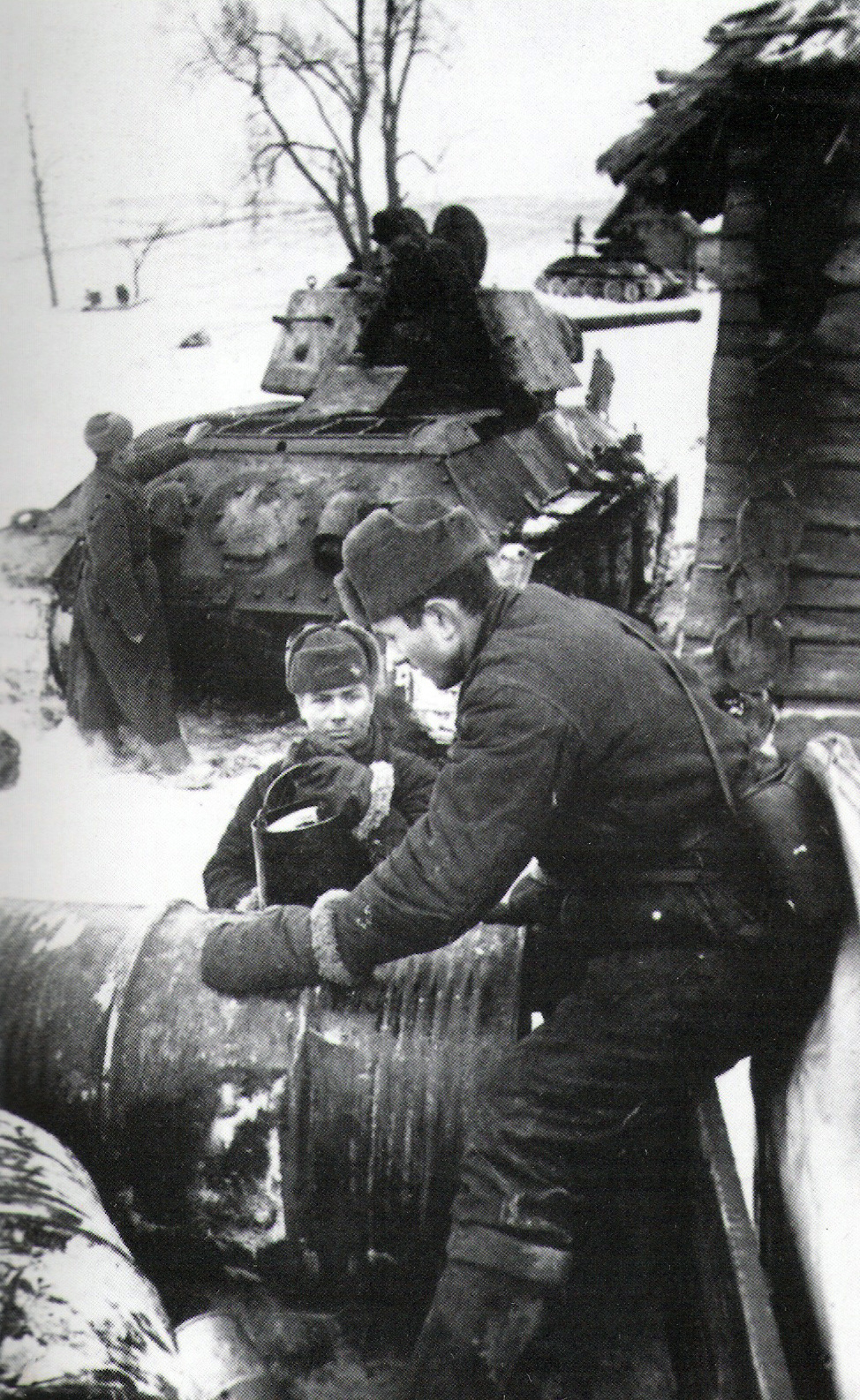
Équipages de chars soviétiques pendant l'hiver 1942-1943

Le corps a combattu dans l'opération Uranus, aidant à encercler le flanc sud de l'Axe, dans la contre-attaque allemande de l'opération Wintergewitter et dans la contre-offensive de l'opération Petit Saturne. Pour avoir « fait preuve de persévérance, de courage, de discipline et d'organisation » dans ces actions, en plus de « l'héroïsme affiché par son personnel », le corps est devenu une unité d'élite de la Garde, sous le nom de 4e corps mécanisé de la Garde, le 9 janvier 1943, et reçoit le titre honorifique de Stalingrad le 27 janvier. Ses brigades subordonnées deviennent en conséquence les 13e, 14e et 15e brigades mécanisées de la Garde. Le corps est également renforcé par la 36e brigade de chars de la Garde créée en avril. Entre janvier 1943 et mi-janvier 1944, le corps combat au sein du Front du Sud, qui devient le 4e front ukrainien le 20 octobre 1943. Durant cette période, le corps participe à l'offensive de Rostov, à l'offensive stratégique du Donbass et à l'offensive de Melitopol.

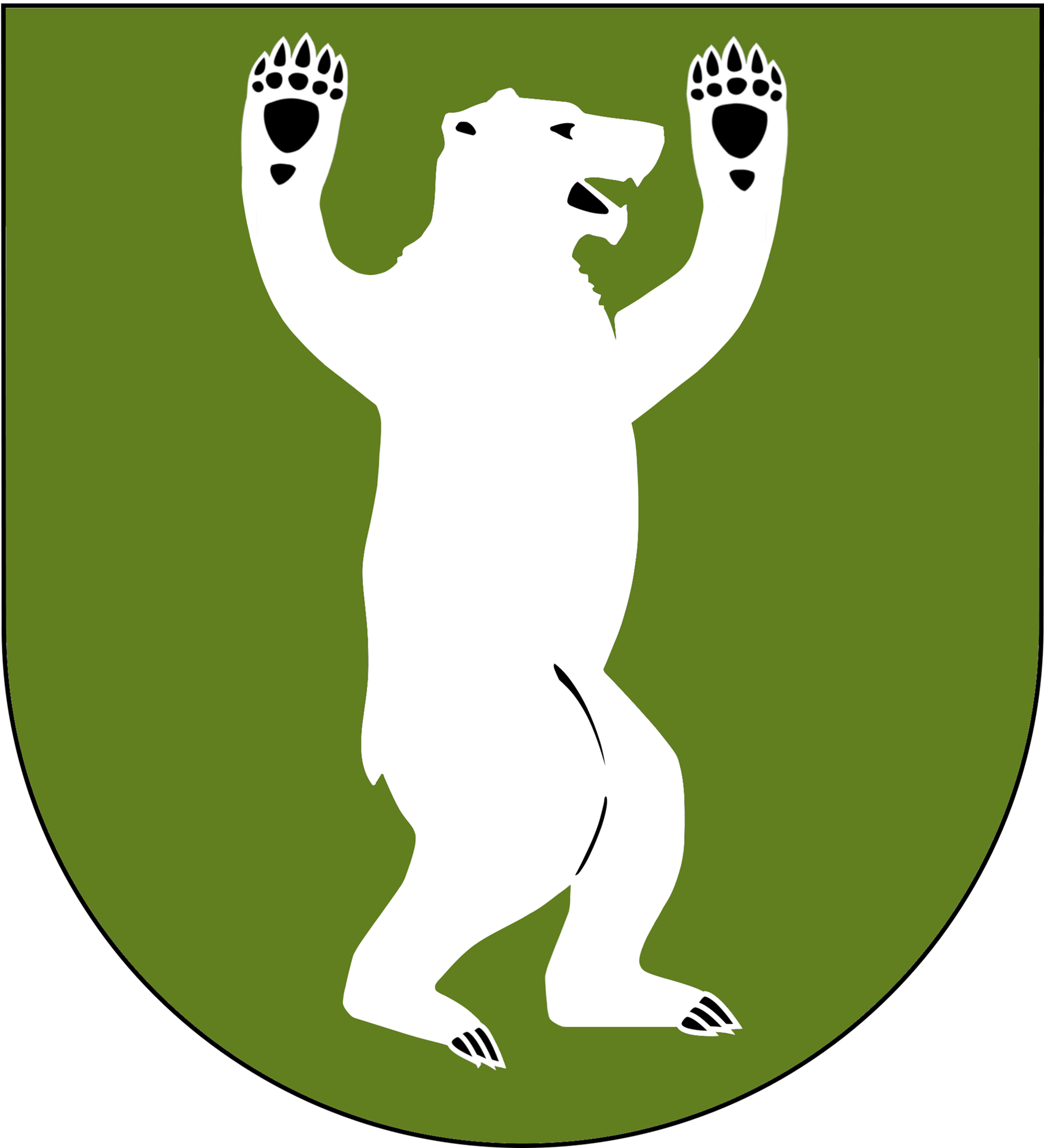
Symbole d'identification peint sur les véhicules de la 36e brigade de chars de la Garde du corps.

Transféré au 3e front ukrainien à la mi-janvier 1944, le corps est rattaché à la 8e armée de la Garde pour l' offensive de Nikopol-Krivoï Rog. Entre le 16 et le 18 janvier, il est déplacé pour soutenir une percée des flancs des 46e et 8e armées de la Garde, dans le but de capturer le carrefour ferroviaire d'Apostolovo pour rejoindre les forces du 4e front ukrainien et isoler les troupes allemandes situées dans la tête de pont de Nikopol.  Le corps compte 7 304 hommes au 31 janvier, et dispose de 123 chars et canons automoteurs, dont 92 chars moyens T-34, seize chars légers T-70, un char Mk III Valentine, huit canons automoteurs SU-85 et six canons automoteurs lourds SU-152. Le soutien de l'artillerie est assuré par huit canons de 20 mm, quatre canons de 37 mm, 23 canons antichar de 45 mm, 29 canons de 76 mm, 34 mortiers de 82 mm et quatorze mortiers de 120 mm.  Au cours de l'offensive, le corps contribue à la capture de Nikopol et d'Apostolovo, ce qui lui vaut le 13 février 1944 l'ordre du Drapeau rouge pour son « accomplissement exemplaire des missions de combat » et « sa bravoure et son courage ». Le corps a perdu 502 tués, 1 254 blessés et 61 disparus au cours de l'offensive, ainsi que 31 chars et canons automoteurs.  Le 4e corps mécanisé de la Garde est rattaché au groupe mécanisé de cavalerie commandé par le lieutenant-général Issa Pliev pour les offensives ultérieures offensive de Bereznegovatoïé-Snigirevka (en) et d'Odessa. Pour avoir aidé à capturer Odessa, entre autres objectifs, le corps reçoit le 20 avril l'ordre de Souvorov, 2e classe. Le général Tanastchichine est tué au combat lors de l'offensive d'Odessa fin mars et remplacé par le major-général Vladimir Jdanov (promu lieutenant général le 13 septembre), qui commande le corps pour le reste de la guerre.
Attaquant conjointement avec le 7e corps mécanisé et le 18e corps de chars lors de la deuxième offensive Jassy-Kichinev d'août, le corps atteint la région de Huși et Leova, piégeant ainsi dix-huit divisions de l'Axe. Pour cette action, il reçoit l'ordre de Koutouzov, 2e classe, le 7 septembre. Début septembre, le corps se dirige vers le sud en Bulgarie, puis vers l'ouest lors de l'offensive de Belgrade pour capturer la capitale yougoslave de Belgrade le 20 octobre. Pour leurs actions dans ce dernier corps, 214 membres reçoivent des décorations yougoslaves et Jdanov est nommé héros de la Yougoslavie. Le corps est transféré au 2e front ukrainien fin octobre et y sert jusqu'en février 1945. Le corps est successivement rattaché à la 46e armée à partir du 1er novembre, au groupe mécanisé de cavalerie Pliev à partir du 28 novembre, à la 6e armée de chars de la Garde à partir du 23 décembre et à la 7e armée de la Garde à partir du 26 janvier 1945 lors de l'offensive de Budapest. Le corps connait sa dernière action de combat lors de l'avancée vers le sud de la Tchécoslovaquie sur le Hron, au nord d'Esztergom, et fin février, il est retiré dans la réserve du front. Le corps est ensuite transféré le 15 avril à la réserve de la Stavka, au sein de laquelle il termine la guerre. Pour leurs actions pendant la guerre, 16 500 membres du corps ont été décorés, tandis que dix-neuf autres ont été nommés Héros de l'Union soviétique. 

### Après-guerre
Le 4e corps mécanisé de la Garde est converti en 4e division mécanisée de la garde en juin 1945 ;  ses trois brigades mécanisées et une brigade de chars sont converties en régiments avec les mêmes numéros. À cette époque, la division est une division directement rattachée au groupement sud soviétique. Elle devient partie intégrante de la 10e armée mécanisée lorsque cette force est formée en juin 1946, alors qu'elle était stationnée à Sofia.  Il fait brièvement partie de l'armée mécanisée spéciale (en) le 20 décembre 1947, mais est retirée dans le district militaire de Kiev au début de 1948,  rejoignant le 14e corps de fusiliers de la Garde.  Le 4 juin 1957, elle est rebaptisée 63e division de fusiliers motorisés de la Garde.  Dans le même temps, les 13e, 14e et 15e régiments mécanisés de la garde deviennent respectivement les 365e, 367e et 15e régiments de fusiliers motorisés de la Garde, tandis que le 36e régiment de chars de la Garde est renuméroté 304e de la Garde.  Cette année-là, la division est intégrée à la 6e armée de chars de la Garde, dont le quartier général a récemment été transféré dans le district. Dans le district militaire de Kiev, la division est stationnée à Lougansk en 1957. Elle est renumérotée le 17 novembre 1964 4e division de fusiliers motorisés de la Garde pour restaurer son numéro de la Seconde Guerre mondiale. Son titre honorifique « de Stalingrad » est supprimé en 1961 dans le cadre de la déstalinisation et remplacé par « de Volgograd » en 1964.
En 1965, la division est directement subordonnée au quartier général du district. Elle est transférée à Termez et directement subordonnée au quartier général du district militaire du Turkestan (en) en février 1980, en remplacement de la 108e division de fusiliers motorisés (en), envoyée combattre les rebelles afghans. La division laisse derrière elle le 15e régiment de fusiliers motorisés de la Garde, qui est utilisé pour former la 46e division de fusiliers motorisés à Lougansk. Le 15e régiment de la Garde est remplacé par le 1213e régiment de fusiliers motorisés nouvellement formé à Termez.  La 4e division retourne à Lougansk en mars 1989 après le retour de la 108e à Termez lorsque l'armée soviétique se retirait d'Afghanistan. La 46e division de fusiliers motorisés est alors dissoute. Plus tard cette année-là, la division elle-même est réduite à la 5197th base de stockage d'armes et d'équipements de la Garde, où près de 40 véhicules (26 R-145BM, trois R-156BTR, trois PRP-3, deux BMP-1KSh, trois 1V18, un 1V19 et un UR-67) ont été stockés ; la base a été dissoute en mars 1991. 